# Análisis estructural

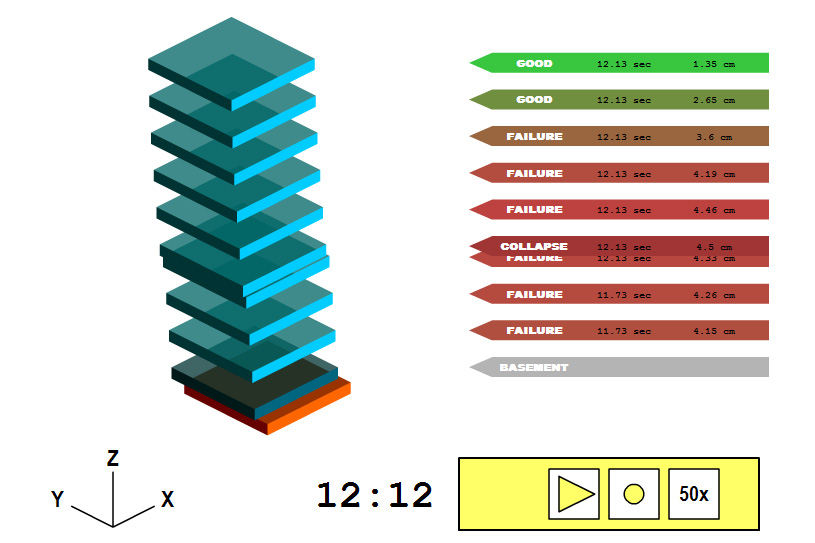
El programa informático denominado Earthquake Performance Evaluation Tool Online (EPETO) [1] permite realizar diversos experimentos virtuales animados en 3D sobre modelos de edificios con y sin w:en:control de vibraciones. Aquí se presenta una animación PrintScreen de un modelo de edificio de 9 plantas reforzado con un sistema de aislamiento viscoso por cizallamiento en el momento del choque de su 4ª planta.

El análisis estructural es el uso de las ecuaciones de la resistencia de materiales para encontrar los esfuerzos internos, deformaciones y tensiones que actúan sobre una estructura resistente, como edificaciones o esqueletos resistentes de maquinaria. Igualmente el análisis dinámico estudiaría el comportamiento dinámico de dichas estructuras y la aparición de posibles vibraciones perniciosas para la estructura.

## Métodos de análisis estructural

### Determinación de esfuerzos
El tipo de método empleado difiere según la complejidad y estructuras muy sencillas entre los que se encuentran la teoría de vigas de Euler-Bernoulli es el método más simple, es aplicable solo a barras esbeltas sometidas a flexión y esfuerzos axiales. Naturalmente no todas las estructuras se dejan analizar por este método. Cuando existen elementos estructurales bidimensionales en general deben emplearse métodos basados en resolver ecuaciones diferenciales.
- Métodos programables:
  - Así, para determinar esfuerzos sobre marcos o pórticos se usa frecuentemente el método matricial de la rigidez basado en el modelo de barras largas, que modeliza los elementos resistentes como elementos unidimensionales sometidos predominantemente a flexión.
  - Cuando se trata de analizar elementos más pequeños o con forma irregular donde pueden producirse concentraciones de tensiones se usan métodos numéricos más complejos como el método de los elementos finitos.

### Determinación de resistencia y rigidez
A partir de los esfuerzos se pueden calcular directamente los desplazamientos y las tensiones. En el caso del método de los elementos finitos se suele determinar directamente el desplazamiento sin necesidad de calcular los esfuerzos internos. Una estructura correctamente diseñada además de ser funcional y económica debe cumplir obligatoriamente dos criterios razonables de seguridad:
- El criterio de resistencia, consistente en comprobar en que en ninguno de sus puntos el material sobrepasa unas tensiones admisibles máximas.
- El criterio de rigidez, consistente en comprobar que bajo las fuerzas y solicitaciones actuantes los desplazamientos y deformaciones de la estructura no sobrepasan un cierto límite. Dicho límite está relacionado con criterios de funcionalidad, pero también de estabilidades o de aplicabilidad de la teoría de la elasticidad lineal.[1]

### Modelos materiales
Dentro del análisis estructural es importante modelizar el comportamiento de los materiales empleados mediante una ecuación constitutiva adecuada. Los tipos modelos de materiales más frecuentes son:
- Modelo elástico lineal e isótropo, el más usado, ya que el teorema de Rivlin-Ericksen permite establecer que para deformaciones suficientemente pequeñas todo sólido elástico es asintóticamente lineal e isótropo.
- Modelo elástico lineal ortotrópico, constituye una modificación de modelo isótropo para materiales cuya resistencia y comportamiento depende de la dirección, laminados, elementos de madera, etc., requieren modelos ortótropos para ser adecuadamente modelizados.
- Modelos de plasticidad y viscoplasticidad. Los metales a partir de ciertos valores de tensión experimentan deformaciones plásticas irreversibles, así como otras no linealidades. El cálculo plástico a costa de complicar las leyes materiales dan una predicción más exacta de las cargas de colapso o fallo de las estructuras, así como un ahorro en material al poder tener en cuenta el rango de trabajo de los materiales en el que estos están experimentando transformaciones irreversibles pero sin alcanzar las cargas de fallo o colapso.
- Modelos de daño

## Análisis de armaduras isostáticas

### Método de los nodos
El método de los nodos o método de los nodos, consiste en el planteamiento de equilibrio mecánico de cada uno de los nodos o nudos de una armadura simple. Un nodo es cada uno de los puntos donde concurren dos o más barras. El equilibrio global de la estructura implica que el equilibrio local de cada uno de los nodos. Para que el método de los nodos sea aplicable a una estructura concreta deben cumplirse algunas condiciones geométricas, entre ellas:
- Que la estructura tenga nodos articulados o se comporte de manera similar a una estructura de nodos articulados.
- Que el número de barras sea inferior a una cierta cantidad dada por el número de barras:

- Para armaduras bidimensionales con fuerzas de trabajo sobre su plano el número de nodos {\displaystyle \scriptstyle n} y el número de barras {\displaystyle \scriptstyle b} debe satisfacer: {\displaystyle \scriptstyle 2n-3=b}. Si el número de barras es inferior se tiene un mecanismo para el cual puede no existir equilibrio, y si el número de barras es superior el número de esfuerzos incógnita supera al de ecuaciones de la estática linealmente independientes.
- Para una estructura tridimensional, la relación es {\displaystyle \scriptstyle 3n-4=b}.

### Elementos de fuerza cero
El análisis de armaduras por el método de nodos se simplifica de manera considerable si podemos identificar primero aquellos elementos que no soportan carga. Esos elementos de fuerza cero se usan para incrementar la estabilidad de la armadura durante la construcción y proporcionar soporte adicional si se modifica la carga aplicada. Por lo general, los elementos de fuerza cero de una armadura se pueden encontrar por inspección de cada uno de sus nodos, haciendo un diagrama de cuerpo libre a la armadura y haciendo una sumatoria de fuerzas. Por lo general, los elementos de fuerza cero se pueden determinar de las siguientes formas:
- Si solo dos elementos forman una armadura y no se aplica ninguna carga extra o reacción de soporte al nodo, los dos elementos deben ser elementos de fuerza cero.
- Si tres elementos forman un nodo de armadura en el cual dos de los elementos son colineales, el tercer elemento es un elemento de fuerza cero siempre que no se aplique ninguna fuerza exterior o reacción de soporte al nodo.[1]

## Análisis de estructuras hiperestáticas
Este tipo de estructuras no pueden ser analizadas únicamente mediante las ecuaciones de la estática o de equilibrio, ya que estas últimas proporcionan un número insuficiente de ecuaciones. Los problemas hiperestáticos requieren condiciones adicionales usualmente llamadas ecuaciones de compatibilidad que involucran fuerzas o esfuerzos internos y desplazamientos de puntos de la estructura. Existen varios métodos generales que pueden proporcionar estas ecuaciones:
- método matricial de la rigidez
- teoremas de Castigliano
- teoremas de Mohr
- teorema de los tres momentos

## Análisis dinámico de estructuras
Otra área importante del diseño de maquinaria, análisis de vibraciones y diseño sísmico de edificios es el análisis dinámico. En este tipo de análisis se buscan las respuestas máximas de ciertos parámetros (aceleraciones, desplazamientos, esfuerzos, etc.) que se producen en una estructura bajo cargas dinámicas o variables con el tiempo. Eso en general requiere el uso de ecuaciones diferenciales. Algunos aspectos frecuentes del análisis dinámico incluyen:
- análisis modal
- determinación de frecuencias propias
- determinación de fenómenos de resonancia